# 洪漢 (成化直隸進士)
洪漢（1432年—1491年），字朝宗，南直隸徽州府歙縣人，民籍，治《禮記》。

## 生平
七月初三日生，行二，由國子生中式應天府鄉試第一百一十八名舉人，會試中式第二百三十六名。年四十一歲中式成化八年壬辰科第三甲第一百五十二名進士。

## 家族
曾祖洪德；祖洪孟任；父洪尚文；母胡氏。慈侍下，妻江氏，兄淵，弟溥；文正；希止。